# Дарг-Кохское сельское поселение
Дарг-Кохское се́льское поселе́ние — муниципальное образование в Кировском районе Северной Осетии Российской Федерации.
Административный центр — село Дарг-Кох.

## История
Статус и границы сельского поселения установлены Законом Республики Северная Осетия-Алания от 5 марта 2005 года № 15-рз «Об установлении границ муниципального образования Кировский район, наделении его статусом муниципального района, образовании в его составе муниципальных образований - сельских поселений и установлении их границ»

## Население
| 2002  | 2010  | 2011  | 2012  | 2013  | 2014  | 2015  |
| ----- | ----- | ----- | ----- | ----- | ----- | ----- |
| 1951  | ↗2163 | ↗2164 | ↘2162 | ↘2147 | ↘2140 | ↘2130 |
| 2016  | 2017  | 2018  | 2019  | 2020  | 2021  | 2023  |
| ↗2139 | ↗2154 | ↗2166 | ↘2164 | ↘2160 | ↘2123 | ↘2117 |
| 2024  | 2025  |       |       |       |       |       |
| ↘2100 | ↘2074 |       |       |       |       |       |

## Состав сельского поселения
| № | Населённый пункт | Тип населённого пункта       | Население |
| - | ---------------- | ---------------------------- | --------- |
| 1 | Дарг-Кох         | село, административный центр | ↘2074     |